# さくらさくら (カクテル)
さくらさくら（Sakura Sakura）は、ジンをベースとするショートカクテル。2001年インターナショナル・バーテンダーズ・コンペティション・ジャパン・カップグランプリ作品である。
考案者は保志雄一。日本を代表する花である桜をカクテルで表現したことで、日本国外の審査員から絶賛された。
なお、2001年インターナショナル・バーテンダーズ・コンペティション・ジャパン・カップでは細田良幸（石川県金沢市「Bar spoon」）が考案した同名カクテル「さくらさくら」も出品されており、味覚部門2位を受賞している。別レシピにして記す。

## 標準的なレシピ
標準的なレシピを以下に記す。
- ドライ・ジン　- 35ml
- ピーチ・リキュール - 15ml
- サクラ・リキュール - 10ml
- フレッシュ・レモン・ジュース - 5ml

作り方
1. シェイカーに氷と材料を入れシェイクして、カクテルグラスに注ぐ。
2. グレープフルーツ・ピール、ライム・ピール、リンゴの皮で桜の花と葉を模したものを作り、マラスキーノ・チェリーと共にグラスに飾る。

別レシピ
- サクラ・リキュール - 1/3
- ヨーグルト・リキュール - 1/3
- グレープフルーツ・ジュース - 1/3

桜を模した飾りを飾る。桜の花は大根の薄切り、葉はパイナップルの葉で作ることもある。